# Pamětní medaile 33. pěšího pluku „Doss´Alto“
Pamětní medaile 33. pěšího pluku „Doss´Alto“, je pamětní medaile, která byla založena založena v roce 1948 při příležitosti 30. výročí vzniku této jednotky. Dekorace se měla předávat v papírové krabičce s malou stužkou a udělovacím dekretem. Tato medaile se mezi italské legionáře prakticky nedostala, případně dostala, ale jen v několika kusech. Lze předpokládat, že medaile STB zabavila a doposud nebyl zjištěn jejich osud. Patrně se jedná o nejdražší plukovní medaili.